# Kazuyori Mochizuki
Kazuyori Mochizuki (japanisch 望月 一頼 Mochizuki Kazuyori; * 20. November 1961 in der Präfektur Shizuoka) ist ein ehemaliger japanischer Fußballspieler.

## Karriere
Mochizuki erlernte das Fußballspielen in der Schulmannschaft der Shimizu Higashi High School und der Universitätsmannschaft der Universität Tsukuba. Seinen ersten Vertrag unterschrieb er 1984 bei Mazda (heute: Sanfrecce Hiroshima). Ende 1988 beendete er seine Karriere als Fußballspieler. Danach spielte er bei Sanfrecce Hiroshima (1992–1994).
2006 wurde Mochizuki Trainer von Sanfrecce Hiroshima.

## Erfolge
Mazda/Sanfrecce Hiroshima
- J1 League

Vizemeister: 1994
- Kaiserpokal

Finalist: 1987